# Waldpark Steinfurth

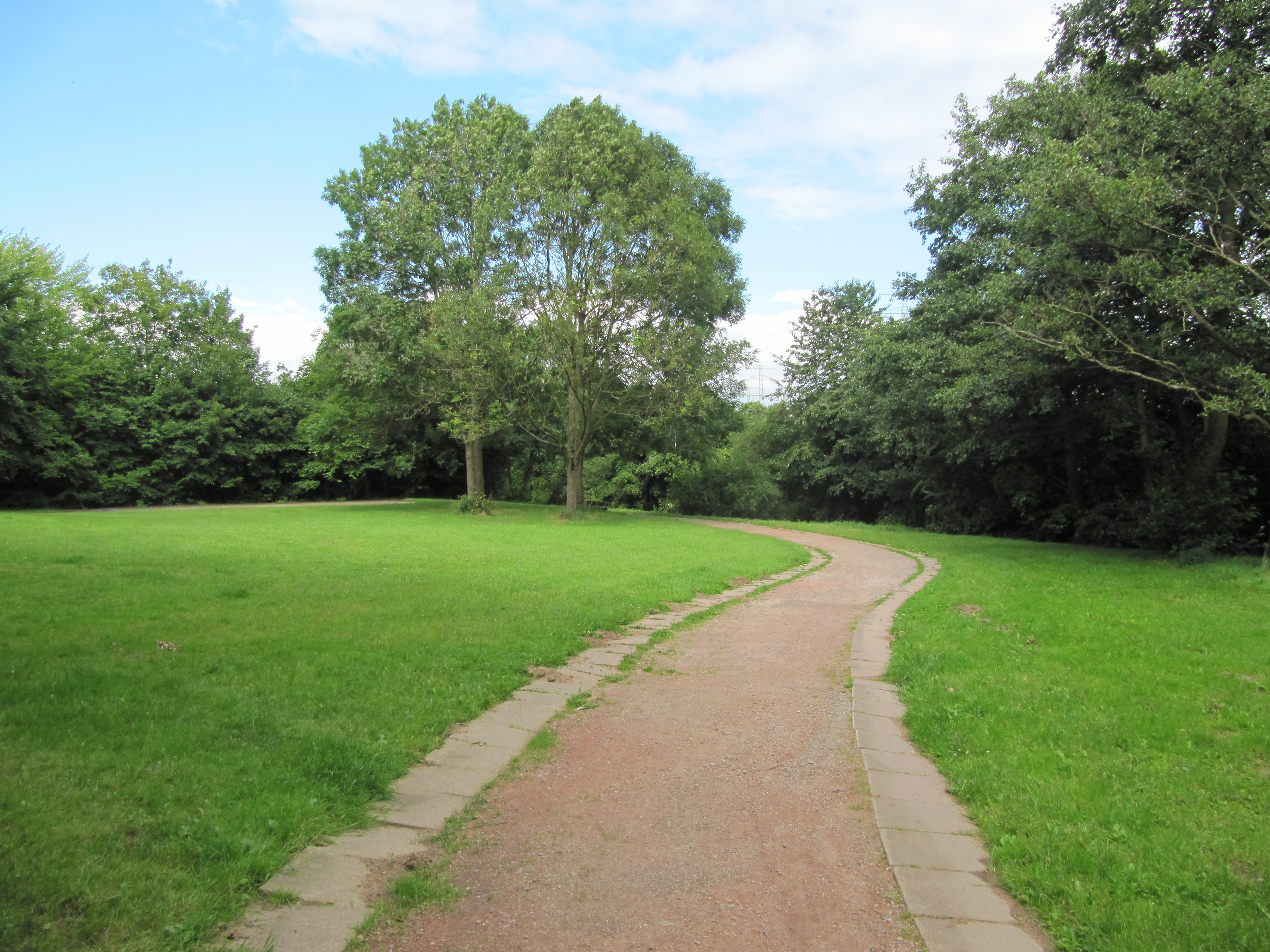
Der „Waldpark Steinfurth“

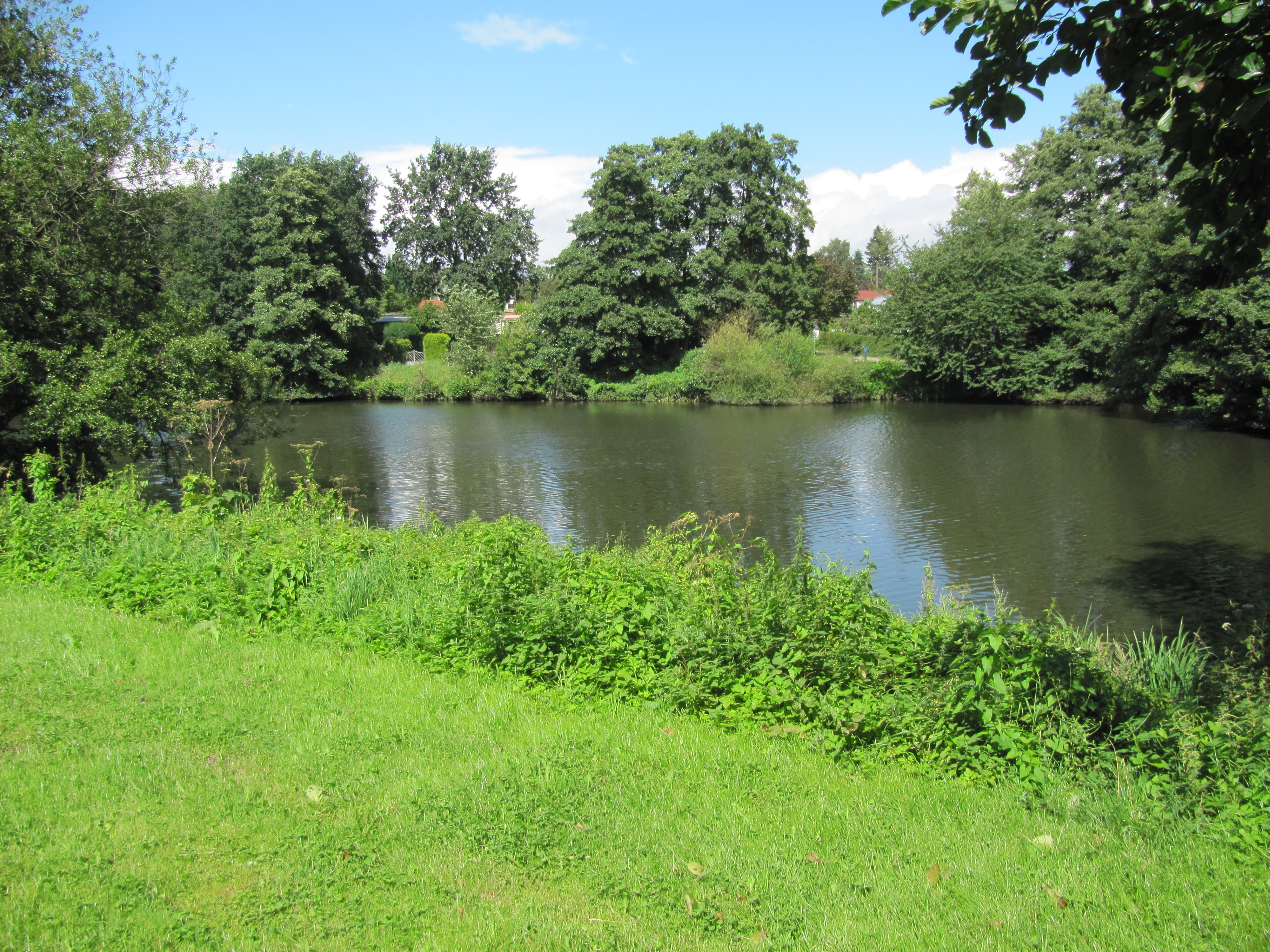
Der Park umgibt den „Steinfurths Diek“

Der Waldpark Steinfurth ist eine öffentliche Grünanlage im Stadtteil Billstedt im Bezirk Hamburg-Mitte. Er wurde in den 1970er Jahren nach dem Vorbild des Öjendorfer Parks rund um den „Steinfurths Diek“, einem künstlichen See, geschaffen.

## Lage, Benennung und Größe
Koordinaten: 53° 32′ 8,5″ N, 10° 8′ 38,9″ O
Der Park wird begrenzt durch die drei Großwohnsiedlungen Mümmelmannsberg, Kaltenbergen und Sonnenland, den Straßen „An der Glinder Au“ und „Knivsbergweg“ sowie die Felder, die die östliche Landesgrenze Hamburgs zu Havighorst, einen Ortsteil der Gemeinde Oststeinbek im Kreis Stormarn in Schleswig-Holstein, bilden.
Der Name „Waldpark“ ist irreführend, da der Park den See umgibt und somit die Uferzonen und mehrheitlich große Wiesen mit einschließt und nur zu einem kleinen Teil aus verdichtetem Baumbestand besteht. Die Flurbezeichnung „Steinfurth“ stammt von einer steinernen Furt, die in Vorzeiten hier existierte und sich als Eigenname (beispielsweise beim U-Bahnhof Steinfurther Allee) erhalten hat.
Der Park umfasst eine Fläche von ca. 5,6 Hektar.

## Ausstattung
Es gibt im Park insgesamt acht Spielplätze für Kinder in unterschiedlichen Größen und Ausstattungen, auf denen grundsätzlich Hunde und Ballspiele verboten sind. Am „Kirchnerweg“ existierte bis 2010 ein Wasserspielplatz, der abgebaut wurde.
Daneben gab es am See einen Steg und eine kleine Bühne aus Holz zur individuellen, nicht kommerziellen Nutzung, die nach mehrfachem Vandalismus im Jahr 2012 abgebaut wurden.
Die Wege sind teilweise gepflastert, teilweise Sandwege.

## Rechtliche Vorschriften
Gemäß dem Hundegesetz von 2006 gilt für die Mitnahme von Hunden auf das Parkgelände Leinenzwang bis auf einen ausgeschilderten Bereich, in dem sich von der Anleinpflicht befreite Hunde frei bewegen dürfen.
Der „Steinfurths Diek“ ist freigegeben für Modellboote. Angeln ist gemäß den Hinweisschildern am Ufer nur für Mitglieder des eingetragenen Vereins „Angelfreunde von 1963“ gestattet und wird andernfalls vom Bezirk als Wildfischerei verfolgt.
Im Park gibt es vier ausgewiesene Grillplätze.
Es gibt keine Öffnungszeiten; sofern die Regelungen zur Nachtruhe eingehalten werden, ist der Park jederzeit nutzbar.